# Le Magazine des explorateurs
Le Magazine des explorateurs est une émission de télévision française consacrée aux explorateurs, présentée par Pierre Sabbagh et diffusée sur RTF Télévision et la première chaîne de l'ORTF à partir de février 1956,. À partir du 5 mai 1968 et jusqu'en 1970, l'émission est diffusée sur la deuxième chaîne de l'ORTF et passe en couleur, ce dont se félicite Pierre Sabbagh car ainsi les téléspectateurs peuvent mieux apprécier les films montrés par les explorateurs.

## Quelques sujets traités
- Le lac Tchad par le photographe Max-Yves Brandilly
- L'ethnologie avec l'explorateur Bertrand Flornoy
- Le Cambodge avec Gisèle Hyvert
- Les Seychelles avec Christian Zuber
- Le Sikkim avec Serge Bourguignon